# Ganterschwil
Ganterschwil foi uma comuna da Suíça, no Cantão São Galo, com cerca de 1.162 habitantes. Estendia-se por uma área de 8,01 km², de densidade populacional de 145 hab/km². Confinava com as seguintes comunas: Bütschwil, Lütisburg, Mogelsberg, Oberhelfenschwil.
A língua oficial nesta comuna era o Alemão.

## História
Em 1 de janeiro de 2013, passou a formar parte da comuna de Bütschwil-Ganterschwil.